# Повітряні сили Саудівської Аравії
Королівські повітряні сили Саудівської Аравії (араб. القوات الجوية الملكية السعودية) — один з видів Збройних сил Саудівської Аравії.
Сучасні саудівські ПС були створені в 1920 році. Закупівлі авіатехніки традиційно виробляються у Великій Британії та США, причому хороше фінансування дозволяє купувати найбільш сучасні типи літаків; на 2008 рік Саудівська Аравія володіла другим за величиною авіапарком на Близькому Сході, після ПС Ізраїлю, а за кількістю F-15 поступається лише США. Повітряні сили країни складаються з авіаційних крил, ескадрилій та спеціальних пошуково-рятувальних підрозділів.
Перший в історії країни повітряний бій відбувся в червні 1984 року, коли саудівським винищувачам F-15 вдалося збити над Перською затокою один або два іранських F-4. Саудівські ПС брали активну участь у військовій операції проти Іраку «Буря в пустелі» (1991), у ході якої здобули ще дві повітряні перемоги.